# 100 meter ryggsim för herrar i simning vid olympiska sommarspelen 2004
Sammanställda resultaten för 100 meter ryggsim, herrar vid de Olympiska sommarspelen 2004.

## Rekord
| Världsrekord     | Lenny Krayzelburg (USA) | Sydney, Australien | 53,60 | 24 augusti 1999   |
| Olympiskt rekord | Lenny Krayzelburg (USA) | Sydney, Australien | 53,72 | 18 september 2000 |

## Medaljörer
| Guld:              | Silver:                 | Brons:               |
| Aaron Peirsol, USA | Markus Rogan, Österrike | Tomomi Morita, Japan |

## Resultat
Från de 6 kvalheaten gick de 16 snabbaste vidare till semifinal.
Från de två semifinalheaten gick de 8 snabbaste till final
Alla tider visas i sekunder.

Q kvalificerad till nästa omgång

DNS startade inte.

DSQ markerar diskvalificerad eller utesluten.

### Kval

#### Heat 1
1. Christopher Vythoulkas, Bahamas 58,31
2. Stanislav Ossinkskij, Kazakstan 59,92
3. Alexandr Ivlev, Moldavien 60,13
4. Omar Abu Fares, Jordanien 62,36
5. Donnie Defreitas, Saint Vincent och Grenadinerna DNS

#### Heat 2
1. Nicholas Neckles, Barbados 56,32
2. Lubos Krizko, Slovakien 56,62
3. Min Sung, Sydkorea 56,78
4. Matti Mäki, Finland 57,57
5. George Gleason, Amerikanska Jungfruöarna 57,64
6. Brendan Ashby, Zimbabwe 58,91
7. Igor Beretic, Serbien och Montenegro 59,38
8. Danil Bugakov, Uzbekistan 62,28

#### Heat 3
1. Gordan Kozulj, Kroatien 55,80 Q
2. Aristeidis Grigoriadis, Grekland 55,85
3. Ryan Pini, Papua Nya Guinea 55,97
4. Darius Grigalionis, Litauen 56,21
5. Derya Buyukuncu, Turkiet 56,34
6. Ahmed Hussein, Egypten 56,86
7. Paulo Machado, Brasilien 57,07
8. Eduardo German Otero, Argentina 57,28

#### Heat 4
1. László Cseh, Ungern 54,80 Q
2. Arkadij Vjattjanin, Ryssland 55,17 Q
3. Kunpeng Ouyang, Kina 55,50 Q
4. Marco di Carli, Tyskland 55,58 Q
5. Jevgenij Alesjin, Ryssland 55,91
6. Cameron Gibson, Nya Zeeland 56,14
7. Adam Mania, Polen 56,20
8. Volodimir Nikolajtjuk, Ukraina 56,62

#### Heat 5
1. Markus Rogan, Österrike 54,87 Q
2. Steffen Driesen, Tyskland 54,92 Q
3. Matt Welsh, Australien 55,35 Q
4. Gerhard Zandberg, Sydafrika 55,62 Q
5. Gregor Tait, Storbritannien 55,77 Q
6. Josh Watson, Australien 55,85
7. Pierre Roger, Frankrike 56,07
8. Matt Rose, Kanada 56,62

#### Heat 6
1. Tomomi Morita, Japan 54,41 Q
2. Aaron Peirsol, USA 54,65 Q
3. Lenny Krayzelburg, USA 54,87 Q
4. Keng Liat Alex Lim, Malaysia 55,22 Q
5. Simon Dufour, France 55,76 Q
6. Razvan Florea, Rumänien 55,77 Q
7. Peter Horvath, Ungern 57,29
8. Aschwin Wildeboer, Spanien 57,35

### Semifinal

#### Heat 1
1. Aaron Peirsol, USA 54,34 Q
2. Markus Rogan, Österrike 54,42 Q
3. Steffen Driesen, Tyskland 54,64 Q
4. Kunpeng Ouyang, Kina 55,28
5. Gregor Tait, Storbritannien 55,31
6. Gerhard Zandberg, Sydafrika 55,76
7. Gordan Kozulj, Kroatien 56,02
8. Keng Liat Alex Lim, Malaysia 56,08

#### Heat 2
1. Tomomi Morita, Japan 54,62 Q
2. Lenny Krayzelburg, USA 54,63 Q
3. Matt Welsh, Australien 54,69 Q
4. László Cseh, Ungern 54,86 Q
5. Marco di Carli, Tyskland 55,03 Q
6. Arkadij Vjattjanin, Ryssland 55,20
7. Razvan Florea, Rumänien 55,27
8. Simon Dufour, Frankrike 56,15

### Final
1. Aaron Peirsol, USA 54,06
2. Markus Rogan, Österrike 54,35 Österrikiskt rekord
3. Tomomi Morita, Japan 54,36 Asiatiskt rekord
4. Lenny Krayzelburg, USA 54,38
5. Matt Welsh, Australien 54,52
6. László Cseh, Ungern 54,61
7. Steffen Driesen, Tyskland 54,63
8. Marco di Carli, Tyskland 55,27

## Tidigare vinnare

### OS
- 1896 i Aten: Ingen tävling
- 1900 i Paris: Ingen tävling
- 1904 i S:t Louis: Walter Brack, Tyskland – 1.16,8 (100 yards)
- 1906 i Aten: Ingen tävling
- 1908 i London: Arno Bieberstein, Tyskland – 1.24,6
- 1912 i Stockholm: Harry Hebner, USA – 1.21,2
- 1920 i Antwerpen: Warren Kealoha, USA – 1.15,2
- 1924 i Paris: Warren Kealoha, USA – 1.13,2
- 1928 i Amsterdam: George Kojac, USA – 1.08,2
- 1932 i Los Angeles: Masaji Kiyokawa, Japan – 1.08,6
- 1936 i Berlin: Adolf Kiefer, USA – 1.05,9
- 1948 i London: Allen Stack, USA – 1.06,4
- 1952 i Helsingfors: Yoshinobu Oyakawa, USA – 1.05,4
- 1956 i Melbourne: David Theile, Australien – 1.02,2
- 1960 i Rom: David Theile, Australien – 1.01,9
- 1964 i Tokyo: Ingen tävling
- 1968 i Mexico City: Roland Matthes, DDR – 58,7
- 1972 i München: Roland Matthes, DDR – 56,58
- 1976 i Montréal: John Naber, USA – 55,49
- 1980 i Moskva: Bengt Baron, Sverige – 56,33
- 1984 i Los Angeles: Rick Carey, USA – 55,79
- 1988 i Seoul: Daichi Suzuki, Japan – 55,05
- 1992 i Barcelona: Mark Tewksbury, Kanada – 53,98
- 1996 i Atlanta: Jeff Rouse, USA – 54,10
- 2000 i Sydney: Lenny Krayzelburg, USA – 53,72

### VM
- 1973 i Belgrad: Roland Matthes, DDR – 57,47
- 1975 i Cali, Colombia: Roland Matthes, DDR – 58,15
- 1978 i Berlin: Bob Jackson, USA – 56,36
- 1982 i Guayaquil, Ecuador: Dirk Richter, DDR – 55,95
- 1986 i Madrid: Igor Poljanskij, Sovjetunionen – 55,58
- 1991 i Perth: Jeff Rouse, USA – 55,23
- 1994 i Rom: Martín López-Zubero, Spanien – 55,17
- 1998 i Perth: Lenny Krayzelburg, USA – 55,00
- 2001 i Fukuoka, Japan: Matt Welsh, Australien – 54,31
- 2003 i Barcelona: Aaron Peirsol, USA – 53,61